# حامد میران (آهنگساز)
حامد میرانی (زادهٔ ۹ اسفند ۱۳۷۴) خواننده و ترانه‌سرای پاپ ایرانی است. فعالیت‌های او در رسانه‌های ایرانی بازتاب یافته‌است.